# Úniky toxických látek do Bečvy 2020
Na podzim roku 2020 došlo k několika únikům toxických látek do řeky Bečvy. K nejvážnějšímu incidentu došlo dne 20. září 2020, kdy do řeky uniklo velké množství neznámých látek způsobilo, kromě jiných živých organismů, úhyn 40 tun ryb na 40 kilometrech řeky. Vyšetřování úniku bylo provázeno četnými pochybnostmi a kontroverzemi zejména v laxním jednání odpovědných úřadů. K dalším menším únikům pak došlo 27. října, 24. listopadu a 2. prosince 2020.
Prvotním a později velmi kritizovaným zákonným vyšetřovatelem kauzy byla Česká inspekce životního prostředí (ČIŽP). Poslanecká sněmovna PČR ustanovila v roce 2021 svou devítičlennou Vyšetřovací komisi k ekologické katastrofě na řece Bečvě. V její závěrečné zprávě je veskrze zmařené vyšetření případu dáno na vrub samotné České inspekci životního prostředí Brno, vodoprávnímu úřadu Valašské Meziříčí i pomalému postupu policie.
Auditoři MŽP
 předložili v květnu 2021 tehdejšímu ministrovi životního prostředí Richardu Brabcovi zprávu, která vyhodnocovala postup ČIŽP v případě havárie na řece Bečvě. Ministerstvo odmítlo zprávu zveřejnit s odůvodněním, že by její zveřejnění mohlo ohrozit vyšetřování, tvrdilo však, že žádné zásadní pochybení neodhalila. Zpráva byla zveřejněna teprve v listopadu 2023. Vyplývá z ní, že ČIŽP o některých kanalizačních výpustích vůbec nevěděla, inspektoři nevěděli, jak postupovat, a díky špatné komunikaci nezajistili vzorky vody ani od známých výpustí. Kromě toho auditní zpráva cituje poznatky pracovníků inspekce: „Pravděpodobný únik látky byl lokalizován do oblasti Lhotka nad Bečvou - Choryně (Valašské Meziříčí).“
Trestně obviněnými byli společnost Energoaqua z Rožnova pod Radhoštěm, jejíž odpadový kanál ústí Bečvy, a její ředitel Oldřich Havelka.  Policie je obvinila v červnu 2021 z poškození a ohrožení životního prostředí a neoprávněného nakládání s chráněnými volně žijícími živočichy a planě rostoucími rostlinami. 
V říjnu 2023 soud zprostil Oldřicha Havelku obžaloby, podle rozsudku způsobila nehodu Energoaqua, nešlo však o trestný čin, ale o přestupek. Jeden z rybářů označil argumentaci soudu za bizarní. Skupina expertů, kteří byli členy sněmovní Vyšetřovací komise k ekologické katastrofě na řece Bečvě, prohlásila, že Energoaqua nemohla nehodu způsobit a že argumentace soudu odporuje přírodním zákonům. Žalobce se proti rozsudku odvolal.
Během roku a půl se rybářům podařilo vrátit do Bečvy ryby.

## Únik z 20. září
Masivní úhyn ryb a dalších vodních organizmů byl v řece Bečvě zaznamenán 20. září 2020 dopoledne mezi Choryní a Lhotkou nad Bečvou v okrese Vsetín, kontaminace dále postupovala přes Hustopeče nad Bečvou, Teplice nad Bečvou k Hranicím a poté k Lipníku nad Bečvou. Dne 22. září jed doputoval do Přerova, kde se teprve zastavil zásluhou velké kapacity vodní nádrže v nadjezí. Do řeky Moravy, kam ústí Bečva za Přerovem, se dostal jed již natolik naředěný, že nezpůsobil závažnější škody.
V zasažené části toku Bečvy o délce 38 km došlo k masivnímu úhynu ryb a dalších vodních organismů. Rybáři odvezli do kafilérií přes 40 tun mrtvých ryb.

### Uniklá toxická látka a analýza vzorků
Vzhledem k vyjádřením České inspekce životního prostředí (ČIŽP), například prostřednictvím mluvčí ČIŽP Radky Nastoupilové, že informace o analyzovaných vzorcích vody jsou součástí vyšetřování, ČIŽP výsledky analýz odmítla zveřejnit. Přehled analyzovaných vzorků a stanovených obsahů sledovaných látek je tak velmi nekompletní a je založen na velkém množství rozhovorů, prohlášení, zpráv, či částečných mediálních odhalení neveřejných informací.
V současnosti nejpřesnější informace tak pochází z neveřejného dokumentu, jejichž obsah částečně zveřejnil deník Hospodářské Noviny. Podle těchto informací obsahoval vzorek vody odebraný v Ústí na 43,2 říčním kilometru nejvyšší koncentraci volných kyanidů: 0,300 mg/l. Tato koncentrace je 3x vyšší než povolená koncentrace pro snadno uvolnitelné kyanidy přímo v odpadních vodách vypouštěných například ocelárnami či koksárnami. Vzorek z lávky u obce Špičky (říční kilometr 47.5) obsahoval druhou nejvyšší hodnotu naměřených kyanidů, která však není veřejně známa. Podle těchto informací obsahovaly některé vzorky také šestimocný chrom. 
Podle zprávy mluvčí  ČIZP způsobil úhyn ryb na Bečvě kyanid  a to na základě výsledků nejméně dvou laboratoří. Není veřejně známo, podle jakých kritérií a metodiky byly tyto závěry dosaženy.  Zpráva sněmovní vyšetřovací komise pouze opakuje tvrzení ČIŽP o zjištěném nadlimitním množství kyanidů ve vzorcích vody.
Podle dalších informací od ČIZP neprokázaly pitvy uhynulých ryb provedené Státním veterinárním ústavem identitu toxické látky. Bylo pouze konstatováno, že ryby umřely na otravu.
V odpovědích na nejčastější otázky médií uvolnila ČIZP dodatečné částečné informace:  v nadlimitních koncentracích byly stanoveny 4 látky, které identifikovaly akreditované laboratoře: kyanid, nikl, dusitanový dusík a fosfor. Koncentrace látek, typy provedených chemických analýz, místa odběru, ani data odběru jednotlivých vzorků ČIZP nezveřejnila s odvoláním na údajnou existenci informačního embarga.  
Výpovědi svědků poukazují na možnou přítomnost dalších toxických látek v Bečvě v místě a dni havárie. Také zpráva sněmovní vyšetřovací komise cituje prohlášení zástupce rybářského svazu, podle kterého barva žaber otrávených ryb či chlorový zápach vody a zdravotní potíže zasahujících rybářů v místě a čase události nasvědčují přítomnosti jiných toxických látek, než kyanidu.
Podle jiných hypotéz mohl kyanid vzniknout chemickou reakci v odpadních vodách.
Podle zprávy sněmovní vyšetřovací komise "[...] nedošlo v odpoledních hodinách po zjištění havárie k odběru zásadních vzorků na vyústěních z možných zdrojů kontaminace vody na řece Bečvě. To podle znalce způsobilo, že neexistují žádné přímé důkazy, které by mohly být využitelné pro určení odpovědného viníka havárie." 

### Průběh
Vyšetřování vedla ze začátku Česká inspekce životního prostředí (ČIŽP), později jej převzali kriminalisté ze Zlínského kraje. Výsledky rozborů vody, které prokázaly přítomnost kyanidů, oznámila ČIŽP 24. září, 26. září pak policie oznámila, že identifikovala vyústění kanálu, odkud toxické látky do řeky vytekly.
Dne 29. září Policie ČR upřesnila, že kanál, ze kterého unikly kyanidy, ústí do Bečvy na katastru místní části Valašského Meziříčí zvaného Juřinka. Jde o asi 15 kilometrů dlouhé potrubí, které odvádí odpad až z areálu bývalé Tesly Rožnov. Z Tesly v Rožnově pod Radhoštěm přitom již jednou k úniku kyanidů do Bečvy došlo, a to v roce 1979. V té době však ještě v Rožnově neexistovala výroba barevných obrazovek a tedy ani stávající čistírna odpadních vod.
Tvrzení policie, že na příslušný kanál je napojeno více firem, takže konkrétní viník ještě stále nebyl určen, je chybné. Ve skutečnosti má v gesci odpadové hospodářství celého průmyslového areálu bývalé Tesly Rožnov jediná firma Energoaqua. Ta provozuje původní čistírnu chemických odpadních vod se dvěma retenčními nádržemi, vybudovanou podle technologie podobné čistírny v licenci firmy Toshiba v Hongkongu, má vlastní laboratoř a je řádně registrována jako producent odpadních vod společností Vodovody a kanalizace Vsetín. Z firem, které v areálu působí, produkuje odpad s obsahem kyanidů pouze firma LISS. Od ní jsou odpady přebírány v uzavřených kontejnerech, zcela odděleně chemicky neutralizovány a teprve po odstranění kyanidů jsou tyto odpadní vody dále čištěny společně s ostatními průmyslovými vodami.
Na základě svědectví rybářů a dalších indicií však existují pochybnosti o správnosti určeného místa úniku i o průběhu samotného vyšetřování. Na případ bylo podle tvrzení ministra životního prostředí Richarda Brabce uvaleno informační embargo, které významně limitovalo množství veřejně dostupných informací o případu.  Existenci informačního embarga ale Česká policie vyvrátila . 
Koncem října byly v médiích zveřejněny informace naznačující, že výše zmíněný kanál vedoucí od Tesly Rožnov byl jen falešnou stopou, přičemž mezi podezřelé se opět vrátila chemička DEZA z koncernu Agrofert. Jako možné místo úniku byl označen jiný kanál ústící do Bečvy asi 3 kilometry níže po proudu v katastru obce Lhotka nad Bečvou. Podle svědků byly v 3 km úseku mezi oběma výpustěmi v době havárie i později pozorovány živé ryby a úhyn byl s jistotou potvrzen až pod Lhotkou. Inkriminovaná výusť je rovněž jediná, na které nebyly zaznamenány živé mechorosty rostoucí z vnitřní spodní strany vyústění. Podle starosty obce podezřelý kanál není zanesen v žádných obecních mapách a dokumentech, podle místních rodáků je staršího původu a pochází nejméně z osmdesátých let. Na mapě z roku 1960 jde o potok, který tekl v místě dnešního areálu firmy DEZA.
Na konci listopadu zveřejnil Deník Referendum další investigativní reportáž, podle které v den úniku došlo v závodě DEZA k havárii kaustifikační jednotky a úniku fenolů, které mohly být skutečnou příčinou otravy. Deník Referendum upřesnil, že výrazná většina ze směsi z kaustifikační jednotky, odhadem 10 kubíků, vytekla do kanalizace, ústící do řeky Bečvy u Lhotky. Podle informací získaných deníkem Právo mohlo v kanalizaci dojít k reakci uniklých fenolů s kyselinou dusitou vyskytující se běžně v odpadních vodách a k následné tvorbě kyanidů. Pokud by přitom část fenolů zůstala nezreagovaná, navýšily by ještě toxicitu prostředí a mohly posílit účinnost kyanidů.
Začátkem prosince oznámil záměr zabývat se postupem úřadů při vyšetřování havárie veřejný ochránce práv Stanislav Křeček.
Poté, co v Deníku Referendum vyšel 3. prosince 2020 komentář Jakuba Patočky kritizující kroky ministra životního prostředí Richarda Brabce a opětovně upozorňující na možnost zapojení DEZY do největšího úniku z konce září, podala chemička společně s Agrofertem trestní oznámení na Patočku a redaktorku Zuzanu Vlasatou pro křivé obvinění a rovněž na vydavatelství deníku pro poškozování cizích práv (důvodem oznámení byly i další texty serveru). Samotný Patočka v reakci označil žalobu za snahu o diskreditaci a pokus o cenzuru.
Soudní znalec a zpracovatel klíčového posudku Jiří Klicpera prohlásil 21. ledna v online debatě „Vodárenské čtvrtky“, že viníka havárie již zná. V pořadu Reportéři ČT pak 1. února 2021 uvedl, že se nejedná o chemičku DEZA; další informace sdělit odmítl s tím, že viníka je nutno usvědčit a předložit proti němu důkazy. Začátkem února se o vyšetřování úniku rozhodla promluvit ČIŽP, jejíž klíčoví představitelé poskytli obsáhlý rozhovor serveru Ekolist.cz. I v reakci na rozhovor kritizovali inspekci a jejího ředitele Erika Geusse někteří její bývalí zaměstnanci, podle nichž právě dlouhodobější poměry v instituci pod jeho vedením zapříčinily neprofesionální vyšetřování havárie.
Soudní znalec Jiří Klicpera dokončil svůj posudek začátkem května 2021. Závěry, ke kterým dospěl, odmítl komentovat. Na přímou otázku otázku deníku Právo, zda v posudku poukázal na konkrétního viníka, odpověděl: „No, samozřejmě, že ano. K tomu se musí každý posudek dopídit. Nebo aspoň by měl. Konkrétní ale nebudu.“ Hned následující den poté, co bylo oznámeno dokončení posudku, přišel zpravodajský server iDNES s odvoláním na „nejmenovaný zdroj“ s tvrzením, že podle posudku je za únik odpovědná firma Energoaqua podnikající v průmyslovém areálu bývalé Tesly Rožnov. Firma se od těchto obvinění distancovala, podle jejího vedení znalec nemá k takovému tvrzení důkazy.
V srpnu 2021 provedl profesor Jakub Hruška experiment, kterým vyvrátil tvrzení znaleckého posudku, že k otrávení řeky došlo z „rožnovského“ kanálu.

### Reakce

#### DEZA
Mluvčí Agrofertu, do kterého patří firma DEZA, jedna z prvních podezřelých, Karel Hanzelka uvedl, že „S kyanidy nemáme nic společného,“ což dle firemních novin není pravda. Navíc firma DEZA vypouštěla do Bečvy nadlimitní množství kyanidu za rok 2011, 2012 a 2019, jak lze velmi snadno zjistit v Integrovaném registru znečišťování. Archivováno 13. 11. 2020 na Wayback Machine. DEZA už 21. září popřela, že by otravu způsobila. Co otravu způsobilo zveřejnila ČIŽP až 24. září.

#### Politici
Ministr zemědělství Miroslav Toman ocenil rychlé kroky státního podniku Povodí Moravy, jehož pracovníci operativně zvýšili průtoky na přítocích řeky Moravy, čímž zabránili dalšímu šíření otravy po řece Moravě. Zároveň přislíbil finanční i nehmotnou podporu Českému rybářskému svazu při obnově života v zasaženém úseku Bečvy.
Poslanec za STAN Petr Gazdík označil za původce ekologické katastrofy valašskomeziříčskou společnost DEZA, součást holdingu Agrofert. Za tento výrok se vzápětí omluvil. Europoslanec Alexandr Vondra (místopředseda ODS), se za podobný výrok omluvit odmítl.
Později už ministr školství Petr Gazdík podává ve věci své trestní oznámení na samotný průběh vyšetřování, ale jeho snaha nechat zkontrolovat postup vsetínských státních zástupců, skončila ve Vsetíně podle spádovosti.

#### Spolky a veřejnost
Spolek Arnika v reakci na zprávu České inspekce životního prostředí (ČIŽP) o úniku kyanidů zveřejnil výzvu „Řeky bez jedů“, ve které mimo jiné navrhuje zpřísnit ohlašování úniků a přenosů kyanidů v Integrovaném registru znečišťování.

## Únik z 27. října 2020
Dne 27. října 2020 unikla v místní části Juřinka ve Valašském Meziříčí z výpusti kanalizace vedoucí z areálu Tesly Rožnov (tedy ze stejné výpusti, kterou policie koncem září předběžně označila jako místo hlavního úniku) neznámá látka, pravděpodobně nikl. Únik v té době neznámé látky byl oznámen na Facebooku města Valašské Meziříčí dne 27. října 2020 a byl poprvé zaznamenán v 13.30. Starosta města Robert Stržínek potvrdil, že tato látka unikla do řeky z kanálu vedoucího z areálu bývalé Tesly Rožnov pod Radhoštěm. Podle něj se znečištění projevilo pěnou na hladině řeky. Starosta varoval: „Z důvodu opatrnosti varujeme na základě pokynů velitele hasičů veřejnost, aby nevstupovala do Bečvy a stranila se jakéhokoliv odběru vody od toho Juřinského mostu dál po jejím toku.“ Na místo byl povolán Hasičský záchranný sbor Zlínského kraje, který odebral vzorky na rozbor. Vzorky odebrali také inspektoři, kteří se zabývali zářijovým únikem. Poslanec KDU-ČSL Jan Bartošek prosadil, aby se Sněmovna 30. října zabývala tématem obou úniků. K úhynu ryb v souvislosti s tímto únikem nedošlo.
V pátek 30. října 2020 byla zveřejněna tisková zpráva České inspekce životního prostředí, ze které vyplývá, že se v odebraných vzorcích nachází nadlimitní výskyt niklu. Nikl z hlediska člověka patří mezi potenciální karcinogeny, není však významně toxický. Pro některé vodní organismy je však toxicita poměrně vysoká. Podle výsledků nebyl zaznamenán zvýšený obsah kyanidu. Starosta Střižínek situaci okomentovat takto: „Jsem si plně vědom, že zatím nemáme křížovou kontrolu, tedy výsledky námi odebraných vzorků. Ale vzhledem k tomu, že jsme veřejnost upozornili na nebezpečí, které by mohlo hrozit, považuji za nutné už nyní všechny uklidnit zprávou, že v řece není jedovatá látka. Jakmile budeme mít výsledky rozborů dalších vzorků, budeme veřejnost informovat.“

## Únik z 24. listopadu 2020
Dne 24. listopadu 2020 došlo ke třetímu úniku od září, taktéž z Valašského Meziříčí; projevil se zpěněním hladiny, nedošlo k žádnému úhynu ryb. Výsledky rozborů vody o týden později prokázaly zvýšené množství dusitanů, konkrétně dusitanového dusíku.

## Únik z 2. prosince 2020
Dne 2. prosince 2020 v Juřince opět unikla hustší bezbarvá látka. Pošlo malé množství ryb, není však jisté, že důvodem úhynu byl únik neznámé látky.
Den předtím spáchal sebevraždu vedoucí provozu čistírny odpadních vod rožnovské společnosti Energoaqua.

## Vyšetřování

### Poslanecká vyšetřovací komise
Dne 21. dubna 2021 schválila Poslanecká sněmovna PČR zřízení 9členné vyšetřovací komise k ekologické katastrofě na Bečvě. V červenci byla předsedkyní komise zvolena poslankyně KSČM Marie Pěnčíková, podpředsedou Marian Jurečka. Dalšími členy byli Stanislav Blaha, František Elfmark, Alena Gajdůšková, Petr Gazdík, Jaroslav Holík,  Markéta Pekarová Adamová a Jiří Strýček. Komise poté jednala v červenci až září, přizvala řadu osob a odborníků, předvolala
Komise vypracovala po roce po událostech závěrečnou zprávu, kterou předložila sněmovně. Nejvíce kritizovala pozdní a neúčinný postup sběru vzorků České inspekce životního prostředí Brno a Olomouc. Dotčená inspekce ke zprávě vydala svou odmítavou reakci.
Komise také požadovala vypracovat metodické pokyny, zajistit změnu legislativy, zpracovat seznam vyústění a zajistit součinnost laboratoří. Vyjádřila se i k připravovanému návrhu novely vodního zákona.

### Policie ČR
Ve věci samostatně jednala také policie, jejíž šetření nebylo přístupné komisařům poslanecké sněmovny.
Již v červnu 2021 vznesla policie obvinění jediné osobě, a to řediteli společnosti Energoaqua z Rožnova pod Radhoštěm, Oldřichovi Havelkovi. 
Energoaqua spravuje tovární areál bývalé rožnovské Tesly, zajišťuje v něm i čištění odpadních vod. Z areálu odcházejí kanálem, který ústí ve Valašském Meziříčí na Vsetínsku do Bečvy.
Ředitel Oldřich Havelka se proti svému trestnímu stíhaní odvolával rovněž na nedostatek průkazných vzorků z doby ekologické katastrofy, hrozí mu pětiletý trest odnětí svobody, v březnu 2022 se naposled proti obvinění odvolal k Vrchnímu státnímu zastupitelství v Olomouci.

## Soudní řízení
Soudní jednání ve věci otravy řeky Bečvy bylo zahájeno 30. ledna 2023 a skončilo vynesením rozsudku 23. října 2023. Oldřicha Havelku, ředitele společnosti Energoaqua, soud zprostil obžaloby. Soudkyně Okresního soudu ve Vsetíně Ludmila Gerlová ve zdůvodnění rozsudku uvedla, že "má za to, že společnost Energoaqua způsobila havárii", ale nejde o trestný čin a případnou pokutu firmě Energoaqua má řešit Česká inspekce životního prostředí. Havárii podle ní nemohla způsobit DEZA, protože "Je absurdní, aby společnost Deza odpadové vody pouštěla nějakým tajným kanálem. Nedává to smysl, když disponuje biologickou a chemickou čistírnou odpadních vod." Jeden z rybářů zasahujících na Bečvě v době havárie označil argumentaci soudu za bizarní. Žalobce se proti rozsudku odvolal.

### Otevřený dopis expertů
Své výhrady k rozsudku a zejména k jeho zdůvodnění vyjádřila skupina expertů, kteří byli v roce 2021 členy sněmovní Vyšetřovací komise k ekologické katastrofě na řece Bečvě, v otevřeném dopise premiérovi a ministrům vnitra, spravedlnosti a životního prostředí. Především považují za "zcela nemožné", aby toxická látka (nebo směs) "prošla třemi a půl kilometry řečiště přes dva jezy a pět peřejí, aniž by tam jakkoli zasáhla život". V souvislosti s tím navrhli přezkoumání činnosti soudního znalce Jiřího Klicpery. Kromě pochybení dalších osob a institucí podílejících se na vyšetřování případu se pozastavili nad činností policie, která bezprostředně po havárii označila jako viníka společnost Energoaqua a vyloučila jiné možnosti, aniž by k tomu měla analytické podklady.